# Südtiroler Sanitätsbetrieb
Der Südtiroler Sanitätsbetrieb (amtlich Sanitätsbetrieb der Autonomen Provinz Bozen, italienisch Azienda Sanitaria dell’Alto Adige, ladinisch Azienda Sanitera de Sudtirol, abgekürzt SABES) ist der örtliche Gesundheitsbetrieb der Autonomen Provinz Bozen. Er wurde vom 15. Oktober 2018 bis 28. November 2023 von Florian Zerzer geleitet. Seit 12. März 2024 leitet Christian Kofler den Gesundheitsbetrieb als Generaldirektor.

## Rechtliche Grundlage und Zuständigkeit
Der Südtiroler Sanitätsbetrieb ist laut Art. 4 des Südtiroler Landesgesetzes Nr. 3 vom 21. April 2017. »eine Hilfskörperschaft des Landes«. Als »eine mit Verwaltungsautonomie ausgestattete Körperschaft des öffentlichen Rechts« ist er für die »Erbringung der Gesundheitsleistungen« in Südtirol zuständig (ebd.).
Dessen Errichtung fußt auf den Landesgesetzen Nr. 7 vom 5. März 2001, Nr. 14 vom 5. November 2001 und Nr. 31 vom 21. April 2017.
Als Komplettanbieter sorgt der Sanitätsbetrieb sowohl für die Notfall- und Akutversorgung als auch für Dienstleistungen in den Bereichen Rehabilitation, Psychologie und Psychiatrie.
Wie alle Gesundheitsbetriebe in Italien wird auch der Südtiroler Sanitätsbetrieb durch Steuergelder finanziert (Beveridge-Modell). Ein Teil der Finanzierung ergibt sich außerdem aus dem Selbstbehalt, der bei Erstvisiten und verschiedenen anderen Leistungen von den Bürgerinnen und Bürgern eingehoben wird.

## Geschichte
Seit Ende der 1970er Jahre hat das Gesundheitssystem Italiens und damit auch Südtirols mehrere Reformen erlebt. Nach Krankenhausreformen in den Jahren 1968 bis 1970 wurde die erste umfassende Gesundheitsreform 1978 durch die vierte Andreotti-Regierung verabschiedet und trat zum 1. Juli 1980 in Kraft. Damit wurde das staatliche Gesundheitssystem ins Leben gerufen und gleichzeitig wurden die Krankenkassen abgeschafft. Der Südtiroler Gesundheitsdienst wurde in vier eigenständige Sanitätseinheiten (italienisch: unità sanitarie) eingeteilt, die steuerfinanziert waren und sämtliche Gesundheitsleistungen zu erbringen hatten. Zu deren Aufgaben kamen die wohnortnahe Gesundheitsversorgung sowie die Rehabilitationsangebote hinzu. Durch die staatliche Nachfolgereform von 1992/93 wurden die vier geschaffenen Sanitätseinheiten in Sanitätsbetriebe (italienisch: aziende sanitarie) umgewandelt. Auf lokaler Ebene erhielt der Sanitätsbetrieb durch die 2006 verabschiedete Neufassung des genannten Landesgesetzes Nr. 7/2001 seine heutige Form: Die vier Südtiroler Sanitätsbetriebe wurden mit diesem Gesetz zu einem einzigen Sanitätsbetrieb zusammengefasst. Mit Datum 1. Januar 2007 nahm der Südtiroler Sanitätsbetrieb als instrumentelle Körperschaft des Landes Südtirol mit Verwaltungsautonomie seine Arbeit auf. Die vormals vier eigenständigen Gesundheitsbetriebe blieben als Gesundheitsbezirke innerhalb des Südtiroler Sanitätsbetriebes bestehen. Erster Generaldirektor des Südtiroler Sanitätsbetriebes war Andreas Fabi (2007 bis 2015), auf ihn folgte der gebürtige Bundesdeutsche Thomas Schael (2015 bis 2018). Von November 2023 bis zur Ernennung des neuen Generaldirektors Christian Kofler durch die Südtiroler Landesregierung im März 2024 leitete Irene Pechlaner als außerordentliche Kommissarin die Geschicke des Südtiroler Sanitätsbetriebes.

## Organisation
Der Südtiroler Sanitätsbetrieb ist in vier Gesundheitsbezirke eingeteilt, die insgesamt sieben öffentliche Krankenhäuser betreuen:
- Gesundheitsbezirk Bozen mit dem Landeskrankenhaus Bozen
- Gesundheitsbezirk Brixen mit dem Schwerpunktkrankenhaus Brixen und dem Grundversorgungskrankenhaus Sterzing
- Gesundheitsbezirk Meran mit dem Schwerpunktkrankenhaus Meran und dem Grundversorgungskrankenhaus Schlanders
- Gesundheitsbezirk Bruneck mit dem Schwerpunktkrankenhaus Bruneck und dem Grundversorgungskrankenhaus Innichen.

Innerhalb des Südtiroler Sanitätsbetriebes gibt es zwei Departments (Departement für Gesundheitsvorsorge, Departement für Rehabilitation) sowie zehn betriebliche Dienste (Dienst für Hygiene und öffentliche Gesundheit – S.I.S.P., Dienst für Hygiene der Lebensmittel und der Ernährung – S.I.A.N., Arbeitsmedizin, Immunhämatologie und Bluttransfusion, Labor für Mikrobiologie und Virologie, Pathologische Anatomie und Histologie und Tumorregister (Vorsorge und Screenings), Pneumologischer Dienst, Medizinische Strahlenphysik, Tierärztlicher Dienst, Sportmedizin, Rechtsmedizin, Rettungs- und Notfallmedizin, Rheumatologischer Dienst, Dienst für Innovation, Forschung und Lehre (s. u.)). Dazu kommen noch 25 sog. „territoriale“ Dienste (Gesundheitsversorgung vor Ort), 153 Abteilungen und Dienste in den Krankenhäusern, 20 Gesundheitssprengel mit 24 Sprengelsitzen sowie 14 Sprengelstützpunkten (Stand: Juni 2022).
Gesundheitssprengel und Sprengelstützpunkte erbringen Dienstleistungen im Bereich der Vorbeugung, Diagnostik, Therapie, Rehabilitation und Beratung.
Die 281 Ärztinnen und Ärzte der Allgemeinmedizin sowie die 63 Kinderärzte und -ärztinnen freier Wahl sind Freiberufler, die an den Südtiroler Sanitätsbetrieb vertraglich gebunden sind (italienisch: medici convenzionati).

## Krankenhäuser und Kapazitäten
(Stand Juni 2022.)
- Zentralkrankenhaus Bozen: Landesweiter Bezugspunkt mit 692 Betten und 40 Primarpositionen[10]
- Krankenhaus Meran: Schwerpunktkrankenhaus mit 346 Betten und 24 Primarpositionen
- Krankenhaus Schlanders: Grundversorgungskrankenhaus mit 86 Betten und 4 Primarpositionen
- Krankenhaus Brixen: Schwerpunktkrankenhaus mit 234 Betten und 13 Primarpositionen
- Krankenhaus Sterzing: Grundversorgungskrankenhaus mit 83 Betten und 4 Primarpositionen
- Krankenhaus Bruneck: Schwerpunktkrankenhaus mit 241 Betten und 16 Primarpositionen
- Krankenhaus Innichen: Grundversorgungskrankenhaus mit 52 Betten und 4 Primarpositionen

## Entwicklung zum Lehrkrankenhaus
Seit Mai 2022 ist der SABES Lehrkrankenhaus der Paracelsus Medizinischen Privatuniversität Salzburg. Medizinstudierende dürfen seitdem an allen sieben Südtiroler Krankenhäusern Teile ihres Studiums absolvieren.

## Dienst für Innovation, Forschung und Lehre im Südtiroler Sanitätsbetrieb
Der Dienst für Innovation, Forschung und Lehre (bzw. Innovation, Research and Teaching Service, abgekürzt IRTS) wurde mit Beschluss des Generaldirektors des Südtiroler Sanitätsdirektors N. 320 vom 20. April 2021 ins Leben gerufen. Als einzige komplexe klinische Struktur ist dieser Dienst direkt dem Generaldirektor des Südtiroler Sanitätsbetriebes unterstellt.
Michael Mian, Facharzt für Hämatologie, wurde als Gründer des Dienstes am 1. Juni 2021 zum geschäftsführenden Primar des IRTS ernannt. Zu den im Gründungsbeschluss festgehaltenen Aufgaben des Dienstes zählen unter anderem die betriebsweite Förderung und Koordination der Forschungstätigkeit, den Ausbau der Forschungsinfrastruktur im Südtiroler Sanitätsbetrieb sowie die Unterstützung wissenschaftlich tätiger Mitarbeiterinnen und Mitarbeiter. Weitere Aufgaben sind die Dokumentation der wissenschaftlichen Arbeit im Betrieb, die Einrichtung von Clinical Trials Units, die Durchführung eigener Forschung, die Schaffung adäquater Rahmenbedingungen für die medizinische Lehre, der Aufbau von Kooperationen mit Universitäten, Pharmaunternehmen und sonstigen Forschungseinrichtungen sowie die Projektorganisation.
Seit 2021 veranstaltet der IRTS zusammen mit der Abteilung für Personalentwicklung alljährlich eine Summer School für Medizinstudierende. Der Dienst koordiniert ferner in Zusammenarbeit mit universitären Partnern wie etwa der Paracelsus Medizinischen Privatuniversität Salzburg, der Stradiņš-Universität Riga, der Universitätsmedizin Neumarkt am Mieresch Campus Hamburg, der Medizinischen Universität Innsbruck sowie der Universität Verona Famulaturen und Praktika im Rahmen des Medizinstudiums.
Der IRTS soll Ende 2022 seinen endgültigen Sitz in den Räumlichkeiten des Technologie- und Wissenschaftsquartiers NOI Techpark Südtirol/Alto Adige in Bozen beziehen.